# Ian George Wilson Hill
Sir Ian George Wilson Hill, britanski general, * 1904, † 1982.